# Tasku (öar)
Tasku är öar i Finland. De ligger i Bottenviken och i kommunen Brahestad i den ekonomiska regionen  Brahestads ekonomiska region i landskapet Norra Österbotten, i den norra delen av landet. Öarna ligger omkring 61 kilometer sydväst om Uleåborg och omkring 510 kilometer norr om Helsingfors.
Arean för den av öarna koordinaterna pekar på är 5,5 hektar och dess största längd är 410 meter i sydöst-nordvästlig riktning.